# Toše Proeski
Todor "Toše" Proeski (Macedonisch: Тодор „Тоше" Проески) (Prilep, 25 januari 1981 – Nova Gradiška, 16 oktober 2007) was een Macedonische zanger.
In 1998 had hij een hit Pušti me. In 2003 won hij Beovizija met Cija si. Hij zou met dit lied voor Servië en Montenegro naar het Eurovisiesongfestival gaan, maar het land werd pas in 2004 toegelaten.
Een jaar later mocht Toše Proeski wel naar het Eurovisiesongfestival voor zijn geboorteland Macedonië. Met het lied Life haalde hij de finale.
In 2004 werd hij Goodwillambassadeur voor Unicef en nam de Unicef-hymne This world op.
Zijn album Po tebe stond enkele maanden in de album top in Macedonië, Slovenië, Servië, Montenegro, Kroatië en Bosnië en Herzegovina.
Hij heeft samengewerkt met onder anderen Antonija Šola en Tony Cetinski.
In de ochtend van 16 oktober 2007 kwam Proeski op 26-jarige leeftijd om het leven bij een auto-ongeluk. Op de A3 in Kroatië reed de Volkswagen Touareg waarin hij zat in op een vrachtwagen. Zijn manager en de chauffeur overleefden het ongeluk.
In 2019 werd het nationaal voetbalstadion in Skopje naar hem vernoemd.

## Albums
- 1999 "Nekade vo nokta"
- 2000 "Sinot božji"
- 2002 "Ako me pogledneš vo oči"
- 2004 "Den za nas"
- 2005 "Po tebe"
- 2006 "Božilak"
- 2007 "Igri bez granici"
- 2009 "The hardest thing"
- 2010 "Toše & Prijateli-Jos uvjek sanjam da smo zajedno"
- 2011 "So ljubav od Toše"